# 丸井汐里
丸井 汐里（まるい しおり、1988年5月2日 - ）は、日本のフリーアナウンサー。ジョイスタッフ所属。東京都出身。

## 人物
NHK福島放送局・NHK広島放送局・NHKラジオセンターでキャスターを担当した後、2018年3月からKHB 東日本放送でアナウンサーとして活動。
2011年に法政大学卒業後、NHK福島放送局に2年間勤務し、夕方の「はまなかあいづ」のキャスターを務めた。また、「ふくみみ」や「福島おでかけ隊」でも県内各地から様々な情報をリポートした。2013年4月にNHK広島放送局へ異動となった。
関西アナウンススクールの卒業生である。

### 趣味
- 合唱（歴15年（2019年現在）、全国大会金賞受賞）
- 野外音楽フェス巡り
- 旅行
- スポーツ観戦
- 音楽鑑賞
- 映画鑑賞

## 経歴
- 2011年3月 法政大学卒業
- 2011年4月 NHK福島放送局
  - 夕方の県内ニュース番組のキャスター・リポーター・一部ディレクター業務
- 2013年4月 NHK広島放送局
  - 夕方の県内ニュース番組のキャスター・リポーター・一部ディレクター業務
- 2015年4月 NHKラジオセンター
  - 朝と夜の全国ニュース番組のキャスター[2]
- 2017年4月 フリーアナウンサーに
  - スポーツチャンネルで野球チームの専属リポーター
- 2018年3月 KHB 東日本放送（宮城県）
  - 夕方の県内ニュース番組のキャスター・リポーター・記者業務（メインキャスターをやりながら年間100本のニュース原稿を執筆）
- 2019年4月 テレビの地域ニュース番組のキャスター、ラジオの音楽番組パーソナリティなどを担当
  - ライターとしても独立し、アナウンサーとライターの2足のわらじで活動

## 出演番組

### テレビ
- デイリーニュース（J:COM仙台）キャスター
- スーパーJチャンネルみやぎ（KHB）キャスター
- 夕方LIVE！キニナル（KHB）リポーター
- 東北楽天ゴールデンイーグルス球団専属リポーター
- 大規模土砂災害1週間（NHK広島）サブキャスター
- 明日を描け！スペシャル（NHK広島）案内人
- ゆうどき（NHK総合）リポーター
- 情報まるごと（NHK総合）中国地方パートキャスター・リポーター
- お好みワイドひろしま（NHK広島）キャスター・リポーター
- お元気ですか日本列島（NHK総合）福島パートキャスター
- はまなかあいづToday（NHK福島）キャスター・リポーター
- NEWS ACCESS（BS朝日）キャスター

### ラジオ
- ふじや千舟 仙台賛歌（Date FM）パーソナリティ
- Sendaian Hot Music（Date FM）DJ
- Date FM定時ニュース（Date FM）ニュースアナウンサー（火・木曜→木曜担当、2023年9月まで）
- けさのニュース（NHKラジオ第一）キャスター
- きょうのニュース（NHKラジオ第一）キャスター
- TOKYO FM NEWS（月曜21:55/23:55/24:55JFNニュースを兼務）
- JFNニュース（月曜24:55/火曜8:55）